# Celler Landwirtschaftsgesellschaft
Die Celler Landwirtschaftsgesellschaft war eine 1764 in Celle gegründete Gesellschaft, in der landwirtschaftliche Themen und Entwicklungen besprochen wurden. Die Landwirte versprachen sich davon ein stärkeres Gewicht in Politik und Öffentlichkeit. Da sich der zeitliche Rahmen vor der Industrialisierung bewegt, ist zu berücksichtigen, dass diese Gesellschaft in etwa den heutigen (Wirtschafts-)Unternehmensverbänden entspricht, da eine Technisierung in dieser Art noch nicht absehbar war. Aus dieser Art der Landwirtschaftsgesellschaften entwickelten sich später die Landwirtschaftskammern.

## Geschichte
Die Gründung der Celler Landwirtschaftsgesellschaft erfolgte am 18. März im Stolzischen Hause in Celle. Acht Herrschaften waren an der Gründung maßgeblich beteiligt:
- Geheimrat Burchard Christian von Behr
- Legationsrat Jobst Anton von Hinüber
- Konsistorialrat und Generalsuperintendent Johann Friedrich Jacobi (1712–1791)
- Landrat Wilhelm Christian von Behr
- Landrat Christian Ludwig von der Wense
- Landrat Heinrich August von Bülow
- Oberst Emmerich Otto August von Estorff
- Sekretär am Oberappellationsgericht Friedrich Wilhelm Elderhorst.

Der Mitgliederkreis sei stabil aus acht Personen bestehend weitergeführt worden; lediglich die Ehrenmitgliedschaft wurde einigen hochrangigen Persönlichkeiten angeboten. Die Weigerung neue Mitglieder aufzunehmen, sei Deike zufolge, aus der Vorsicht erwachsen die Sozietät keinen voreiligen Schlüssen zu unterziehen. Im Gegensatz zur gängigen Forschungsmeinung, die die Gründung von Sozietäten für eine Modeerscheinung erachtet, seien andere Gründe ausschlaggebend gewesen, so zumindest behauptet es Dieke, ohne diese jedoch genau zu benennen. Ausschlaggebend und charakteristisch sei für die Celler Landwirtschaftsgesellschaft und ihre Mitglieder die Fokussierung auf Versuche und Erprobungen gewesen, wobei Abstraktionen und Theorien keine Beachtung geschenkt wurde. Herausragender Protagonist in der Gesellschaft sei Jobst Anton von Hinüber, der seine Studienzeit in England verbracht hatte, gewesen.

## Weitere bekannte Mitglieder
- Friedrich Ernst von Bülow, Direktor (1792–1802)
- Wilhelm Dietrich Hermann Flebbe, Mitglied
- Theodor Hagemann, Mitglied (1817–1827)
- Johann Friedrich Hartmann, Mitglied
- Andreas Ludolf Jacobi, Direktor
- Ernst zu Mecklenburg, Ehrenmitglied seit der Gründung der Gesellschaft[1]
- Albrecht Daniel Thaer, Mitglied (1780–?)

## Schriften
- Königliche Landwirtschafts-Gesellschaft (Hrsg.): Albrecht Thaer. Sein Leben und seine Bedeutung in Vergangenheit und Gegenwart. Zum Gedächtnis der Wiederkehr des 100. Todestages am 26. Oktober 1928., Landwirtschaftskammer für die Provinz Hannover, Hannover 1928.